# السياسي (مسلسل)
السياسي (بالإنجليزية: The Politician) هو مسلسل كوميديا دراما أمريكي من تأليف رايان مورفي، براد فالتشوك وإيان برينان ومن بطولة بن بلات، زوي دويتش، لوسي بوينتون، بوب بالابان وديفيد كورينسويت. صدر الموسم الأول في 27 سبتمبر 2019 على منصة نتفليكس.

## روابط خارجية
- السياسي على موقع IMDb (الإنجليزية)
- السياسي على موقع ميتاكريتيك (الإنجليزية)
- السياسي على موقع روتن توميتوز (الإنجليزية)
- السياسي على موقع نتفليكس (الإنجليزية)
- السياسي على موقع فيلمافينيتي (الإسبانية)
- السياسي على موقع كينوبويسك (الروسية)
- السياسي على موقع ألو سيني (الفرنسية)
- السياسي على موقع قاعدة بيانات الفيلم (الإنجليزية)